# Mont Caroux
Il mont Caroux costituisce il culmine orientale dei monti dell'Espinosa, nel cuore del "parco naturale dell'Haut-Languedoc". È formato da un altopiano che termina ad un'altezza di 1 091 m d'altezza, delimitato dalle gole di Heric ad ovest, dalle gole di Colombières ad est e dalla valle dell'Orb a sud. 
L'insieme formato dal massiccio del Caroux e le gole di Heric, situato nei comuni di Rosis, Colombières-sur-Orb, Saint-Martin-de-l'Arçon, Mons-la-Trivalle e Cambon-et-Salvergues, è un'area protetta.
Massiccio di gneiss molto ripido, si presta perfettamente all'escursione, talvolta sportiva, e alla scalata. Il suo altopiano è ricoperto da lande di ginestre e di Calluna vulgaris.

Viene localmente denominato la «donna addormentata» o «donna distesa», per via della sua forma che ricorda una donna.

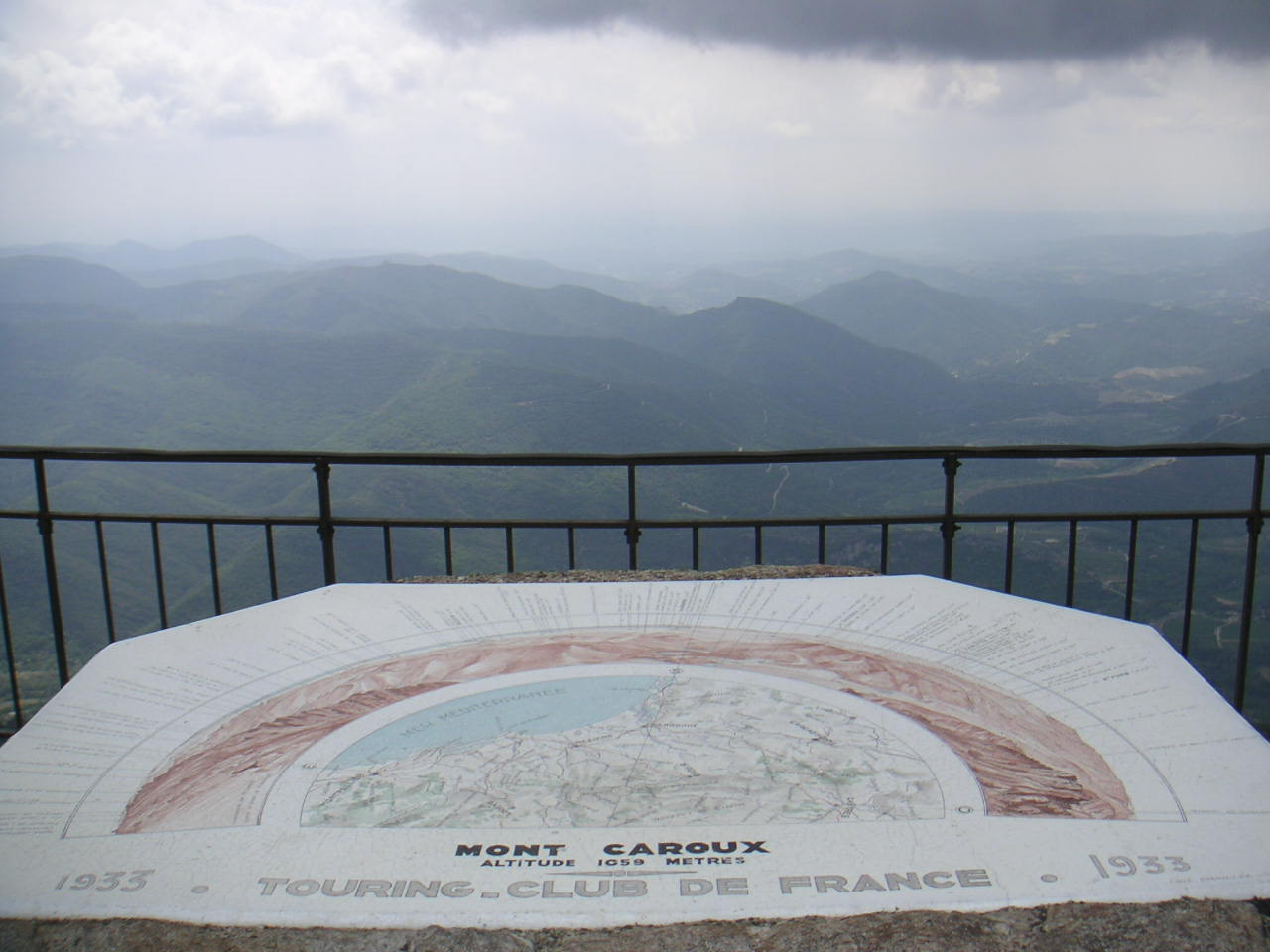
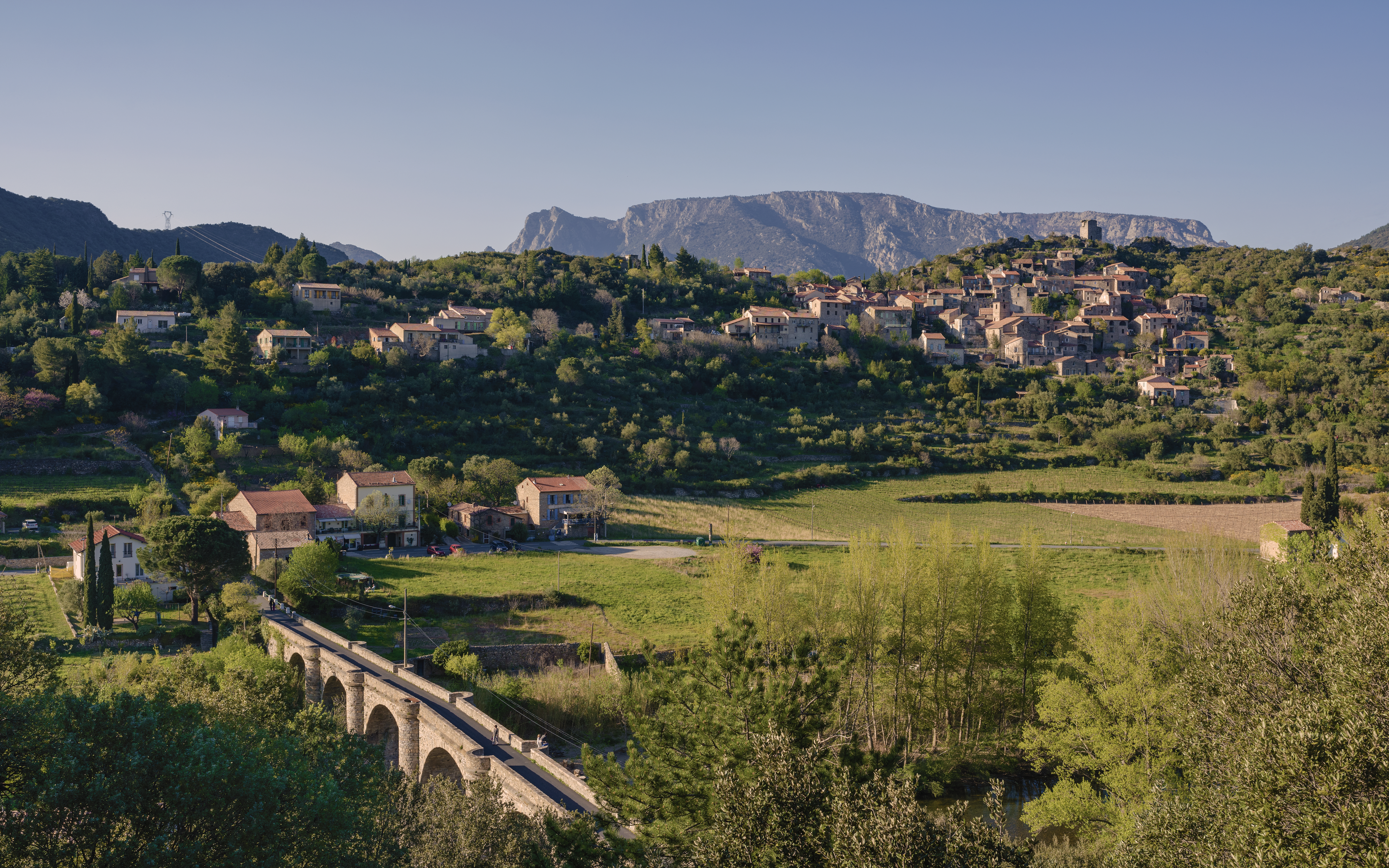
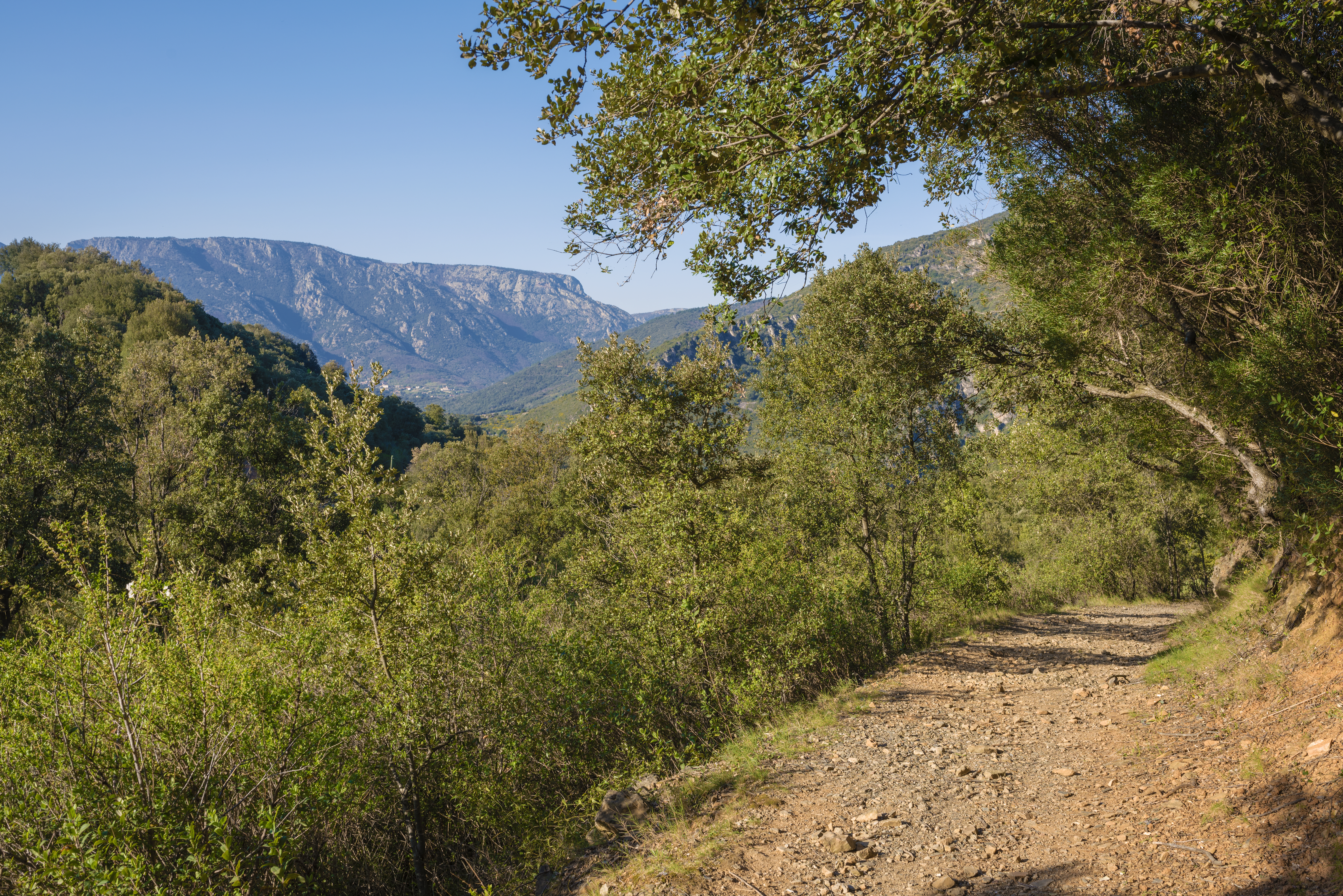
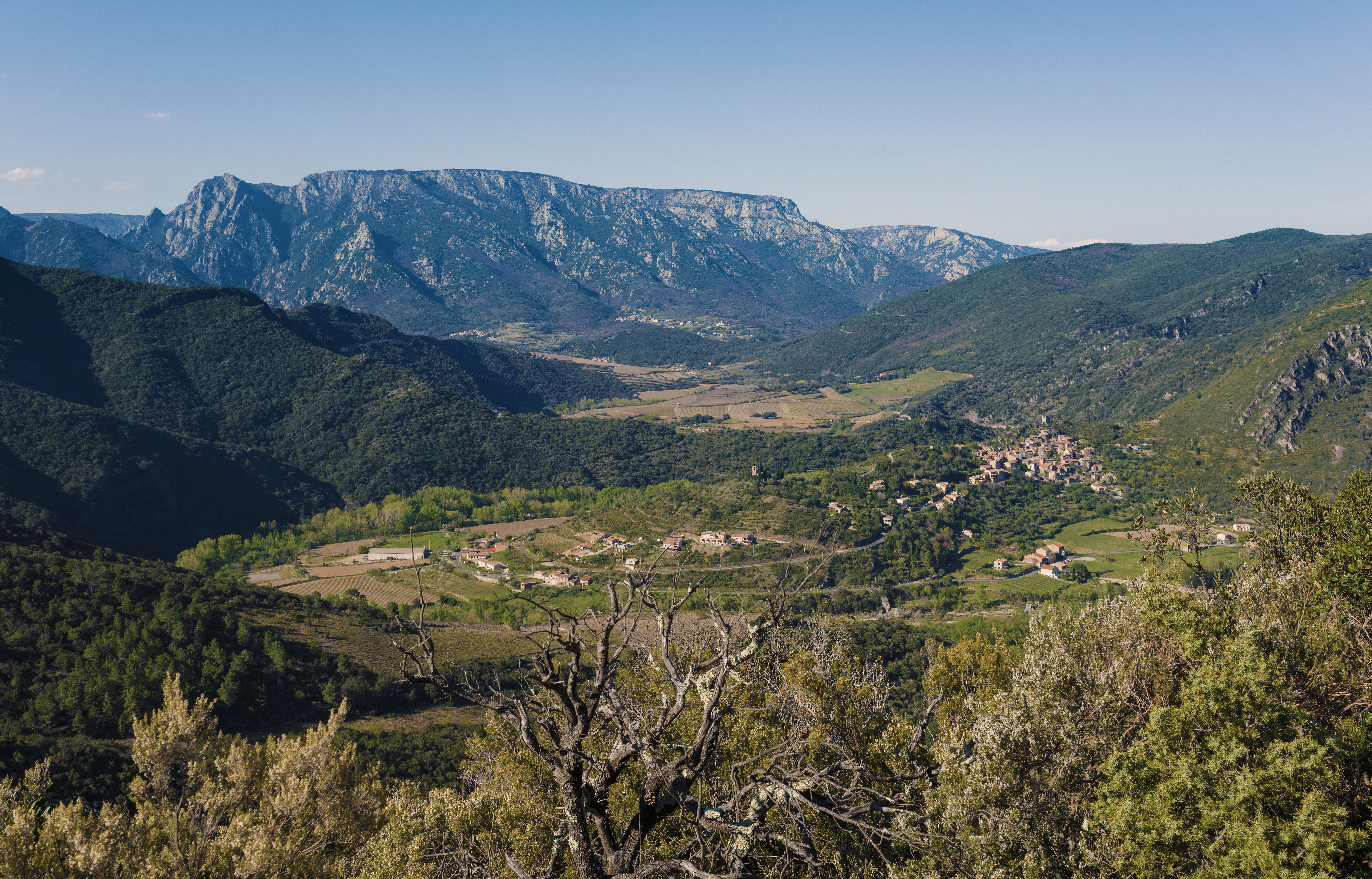
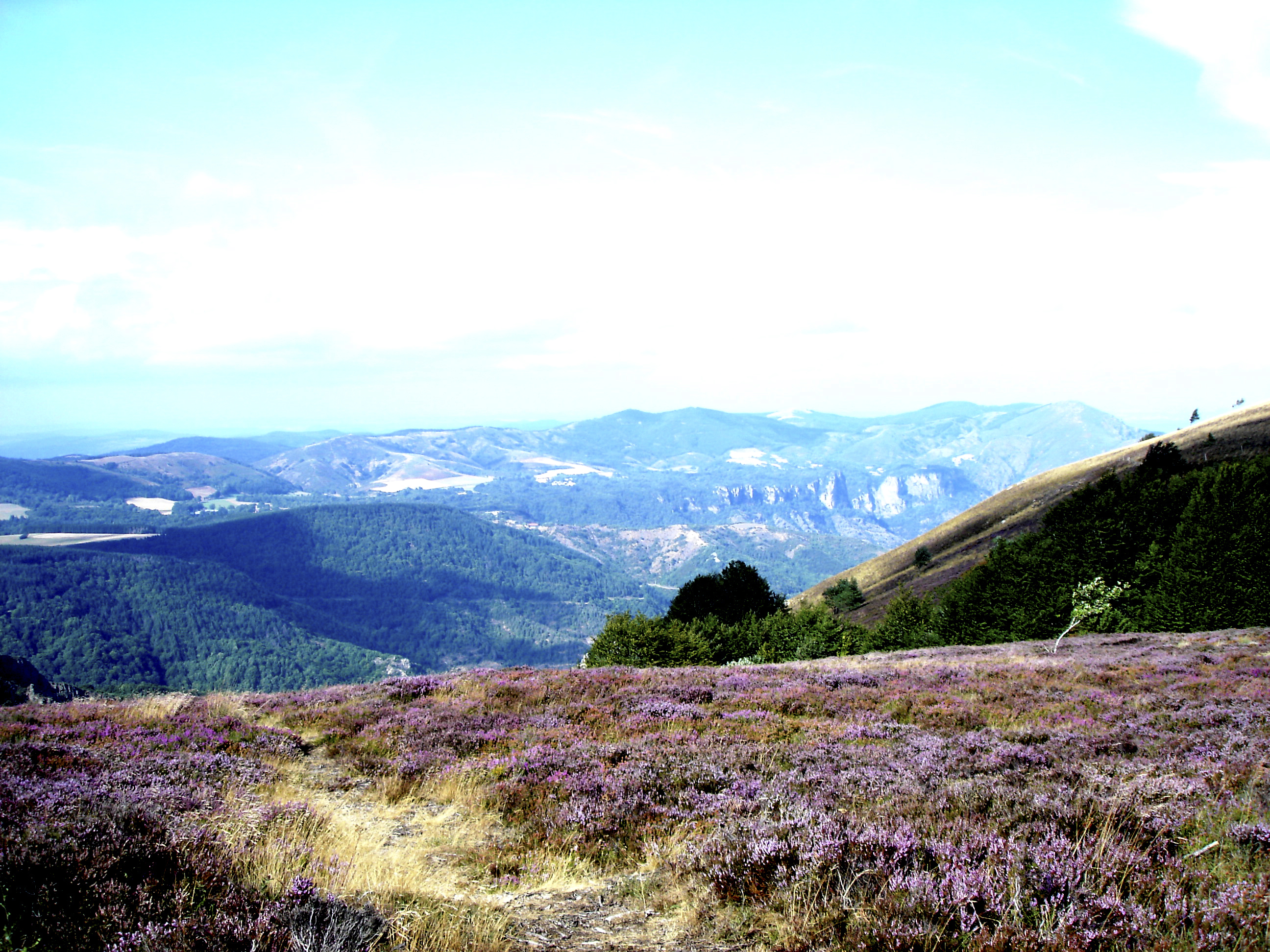